# Cantó de Vaubonés
El cantó de Vaubonés és un dels cantons del departament francès de la Isèra, a la regió d'Alvèrnia-Roine-Alps. Està enquadrat al districte de Grenoble, el cap cantonal és Vaubonés i té 11 municipis.

## Municipis
- Chantelouve
- Entraigues
- Lavaldens
- La Morte
- Oris-en-Rattier
- Lo Peirièr
- Siévoz
- Vaubonés
- La Valette
- Valjouffrey

## Història
| Data d'elecció                           | Identitat       | Partit                    | Qualitat |
| ---------------------------------------- | --------------- | ------------------------- | -------- |
| 1945-1979                                | Paul Mistral    | SFIO, després PS          |          |
| 1979-2004                                | Marcel Berthier | PS, després Divers droite |          |
| 2004-                                    | Alain Mistral   | PS                        |          |
| les dades anteriors no són pas conegudes |                 |                           |          |
|                                          |                 |                           |          |

## Demografia
| 1962  | 1968  | 1975  | 1982  | 1990  | 1999  | 2007  |
| ----- | ----- | ----- | ----- | ----- | ----- | ----- |
| 1.550 | 1.753 | 1.400 | 1.412 | 1.543 | 1.550 | 1.681 |